# Ároktő
Ároktő là một thị trấn thuộc hạt Borsod-Abaúj-Zemplén, Hungary. Thị trấn này có diện tích 46,41 km², dân số năm 2010 là 1075 người, mật độ 23 người/km².